# Kreta, Plevna
Kreta (în bulgară Крета) este un sat în comuna Guleanți, regiunea Plevna,  Bulgaria. 

## Demografie
Componența etnică a satului Kreta
     Nicio identificare (34,12%)
     Turci (2,04%)
     Bulgari (63,82%)
     Romi (0%)
La recensământul din 2011, populația satului Kreta era de 293 locuitori. Din punct de vedere etnic, majoritatea locuitorilor (63,82%) erau bulgari, cu o minoritate de turci (2,04%). Pentru 34,12% din locuitori nu este cunoscută apartenența etnică.